# Paganismo

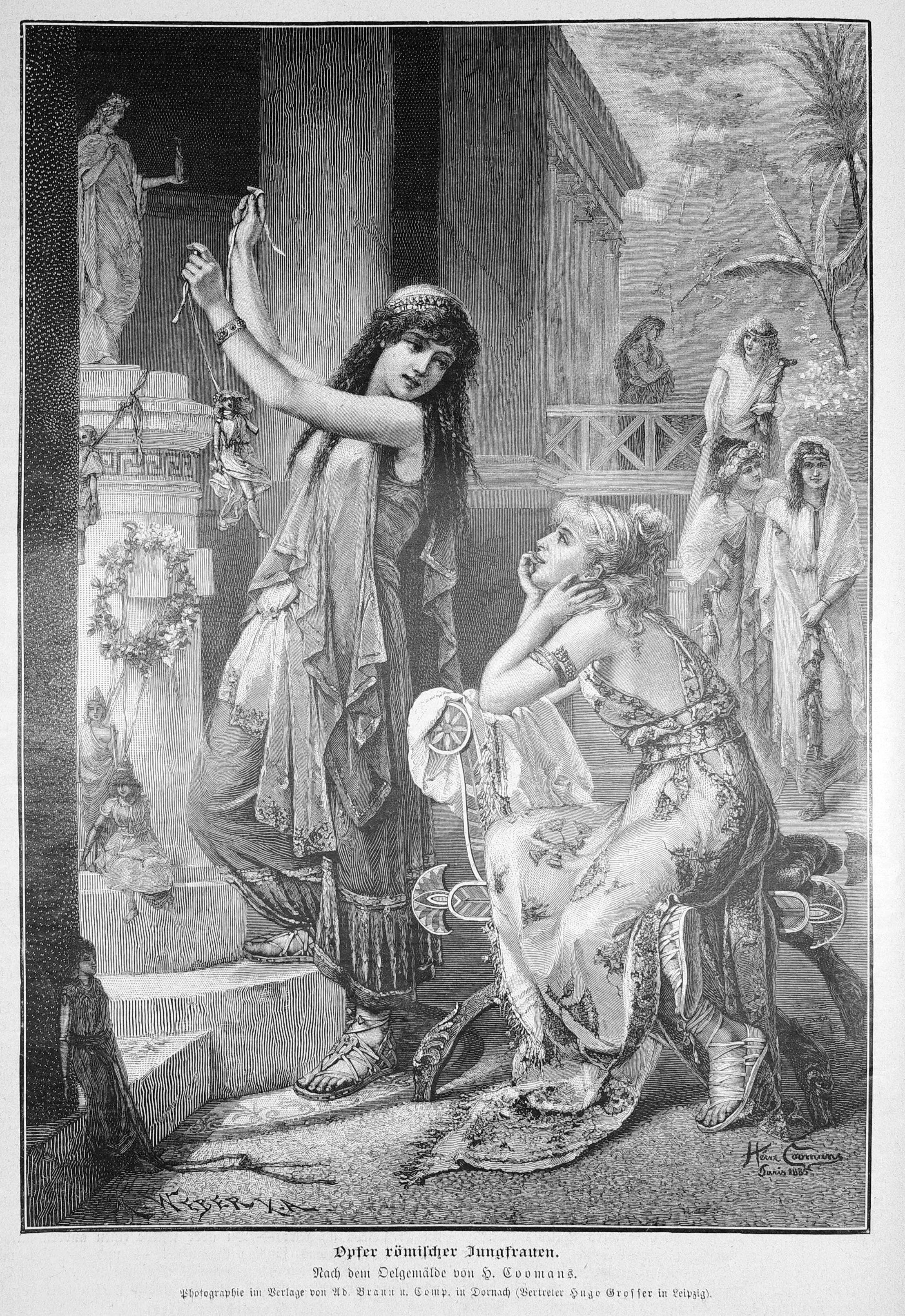
Representação de 1887 mostrando duas mulheres romanas oferecendo um sacrifício à deusa Vesta

Paganismo (do latim paganus: "camponês" e "rústico", derivado de pagus: "aldeia") é um termo geral usado para referir-se às antigas tradições e cultos politeístas ou animistas (caracterizada pela ausência de proselitismo e a presença de uma mitologia viva), principalmente em um contexto histórico, à mitologia greco-romana, bem como as tradições na Europa e na região norte da África antes da cristianização. Em definições estreitas, não incluem as religiões mundiais e restringem o termo às correntes locais ou rurais que não são organizadas como religiões civis. Etnólogos evitam o termo "paganismo", devido ter significados variados pós-cristianismo, referindo-se à fé tradicional ou histórica, preferindo categorias mais precisas, tais como o politeísmo, xamanismo, panteísmo ou animismo.
Em sentido amplo, engloba às religiões contemporâneas, que incluem a maioria das religiões orientais e as tradições indígenas da América, da Ásia Central, da Austrália e da África, bem como às religiões étnicas não abraâmicas em geral.
Na perspectiva cristã, o termo foi historicamente usado para englobar todas as religiões não abraâmicas. O termo "pagão" é uma adaptação cristã do gentio do judaísmo e, como tal, tem um viés abraâmico inerente, com todas as conotações pejorativas entre o monoteísmo ocidental, comparáveis aos pagãos e infiéis também conhecidos como cafir (كافر) e mushrik no Islã.
Desde o século XX, os termos "pagão" ou "paganismo" tornaram-se amplamente utilizados como uma autodesignação por adeptos do neopaganismo. Como tal, vários estudiosos modernos têm começado a aplicar o termo de três grupos distintos de crenças: politeísmo histórico (como a mitologia celta e o paganismo nórdico), religiões indígenas, folclóricas e étnicas (como a religião tradicional chinesa e as religiões tradicionais africanas) e o neopaganismo (como a wicca, o reconstrucionismo helénico e o neopaganismo germânico).

## Nomenclatura e etimologia

### Pagão
A palavra "pagão" provém do latim paganus, cujo significado é o de uma pessoa que viveu numa aldeia, num dado país, um rústico. O uso mais comum da palavra no latim clássico era utilizado para designar um civil, alguém que não era um soldado. Em torno do século IV, o termo paganus começou a ser utilizado entre os cristãos no Império Romano, para se referir a uma pessoa que não era um cristão e que ainda acreditava nos antigos deuses romanos.
O historiador Peter Brown observa:
A adoção da palavra latina paganus pelos cristãos como um termo pejorativo abrangente para politeístas, representa uma vitória imprevista e, singularmente, de longa duração de um grupo religioso, com o uso de uma gíria do latim originalmente desprovida de significado religioso. A evolução ocorreu apenas no Ocidente latino e em conexão com a igreja latina. Em outra parte, "heleno" ou "gentios" (ethnikos) manteve-se a palavra "pagão"; e paganos continuou como um termo puramente secular, com toques de inferioridade.
Os estudiosos ofertam três explicações para a utilização da palavra. A primeira é que a população cristã era geralmente concentrada nas cidades de Roma e Constantinopla, enquanto as pessoas das áreas rurais - os pagani - geralmente eram adeptos da "velha religião", adorando Júpiter e Apolo em vez de Cristo; cf. Paulo Orósio Histories 1. Prol. Ex locorum agrestium compitis et pagis pagani vocantur. A segunda possível explicação é a de que os cristãos referiam-se a si próprios como milites - soldados de Cristo; e chamavam os não cristãos de pagani - os civis. Uma terceira explicação é que paganus pode significar simplesmente um estranho, não parte da comunidade, e os primeiros cristãos utilizavam essa palavra desta maneira.
Paganus passado em eclesiástico latino, quando chegou ao longo do tempo para se referir à fiel de qualquer religião que não sejam o cristianismo.
Nos estudos académicos acerca do paganismo, têm sido discriminados alguns conceitos de referência:
Paleopaganismo
Incluem-se neste conceito as religiões do Antigo Egito, do mundo greco-romano da Antiguidade Clássica, a antiga religião dos celtas (druidismo), a religião Norse ou mitologia nórdica, mitraísmo, bem como as religiões das populações nativo-americanas, como a religião asteca, etc..

## História

### Antiguidade Clássica

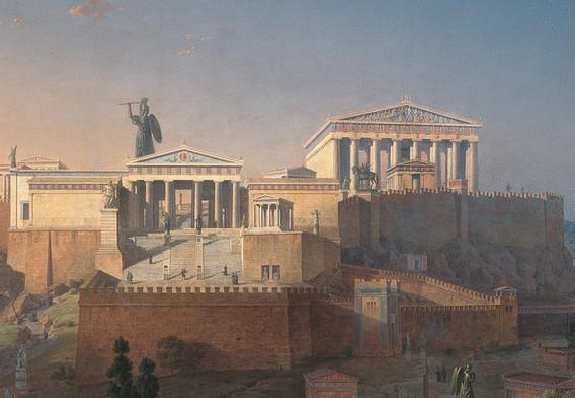
O Partenon, na Acrópole de Atenas, Grécia

Ludwig Feuerbach definiu o paganismo da Antiguidade Clássica, que ele denominou Heidentum, como "a unidade da religião e da política, do espírito e da natureza, de Deus e do homem", qualificada pela observação de que o homem no pagão a visão é sempre definida por etnia, ou seja, grego, romano, egípcio, judeu, etc., para que cada tradição pagã seja também uma tradição nacional. Os historiadores modernos definem o paganismo em vez disso como o agregado de atos de culto, dentro de um contexto cívico e não "nacional", sem um credo escrito ou sentido de ortodoxia.

#### Antiguidade tardia e cristianização
Os desenvolvimentos no pensamento religioso do Império Romano distante durante a Antiguidade Tardia devem ser abordados separadamente, porque este é o contexto em que o próprio cristianismo primitivo se desenvolveu como um dos vários cultos monoteístas e foi nesse período que o conceito de "pagão" foi criado. À medida que o cristianismo emergia do judaísmo do Segundo Templo (ou judaísmo helenístico), ele estava em competição com outras religiões que defendiam o monoteísmo pagão, incluindo o culto de Dioniso, o neoplatonismo, o mitraísmo, o gnosticismo e o maniqueísmo. O deus Dioniso tem paralelos significativos com Cristo, de modo que vários estudiosos concluíram que a reformulação do rabino errante chamado Jesus na imagem de Cristo Logos, o salvador divino, reflete diretamente o culto a Dioniso. Eles apontam para o simbolismo do vinho e a importância que ele tem na mitologia em torno de Dioniso e Jesus Cristo; Wick argumenta que o uso do simbolismo do vinho no Evangelho de João, incluindo a história das Bodas de Caná na qual Jesus transforma a água em vinho, teve como objetivo mostrar Jesus como superior a Dioniso. A cena em As Bacantes em que Dioniso aparece antes do rei Penteu ser acusado de reivindicar a divindade é comparada à cena do Novo Testamento, quando Jesus é interrogada por Pôncio Pilatos.

#### Maomé e islamização na Arábia

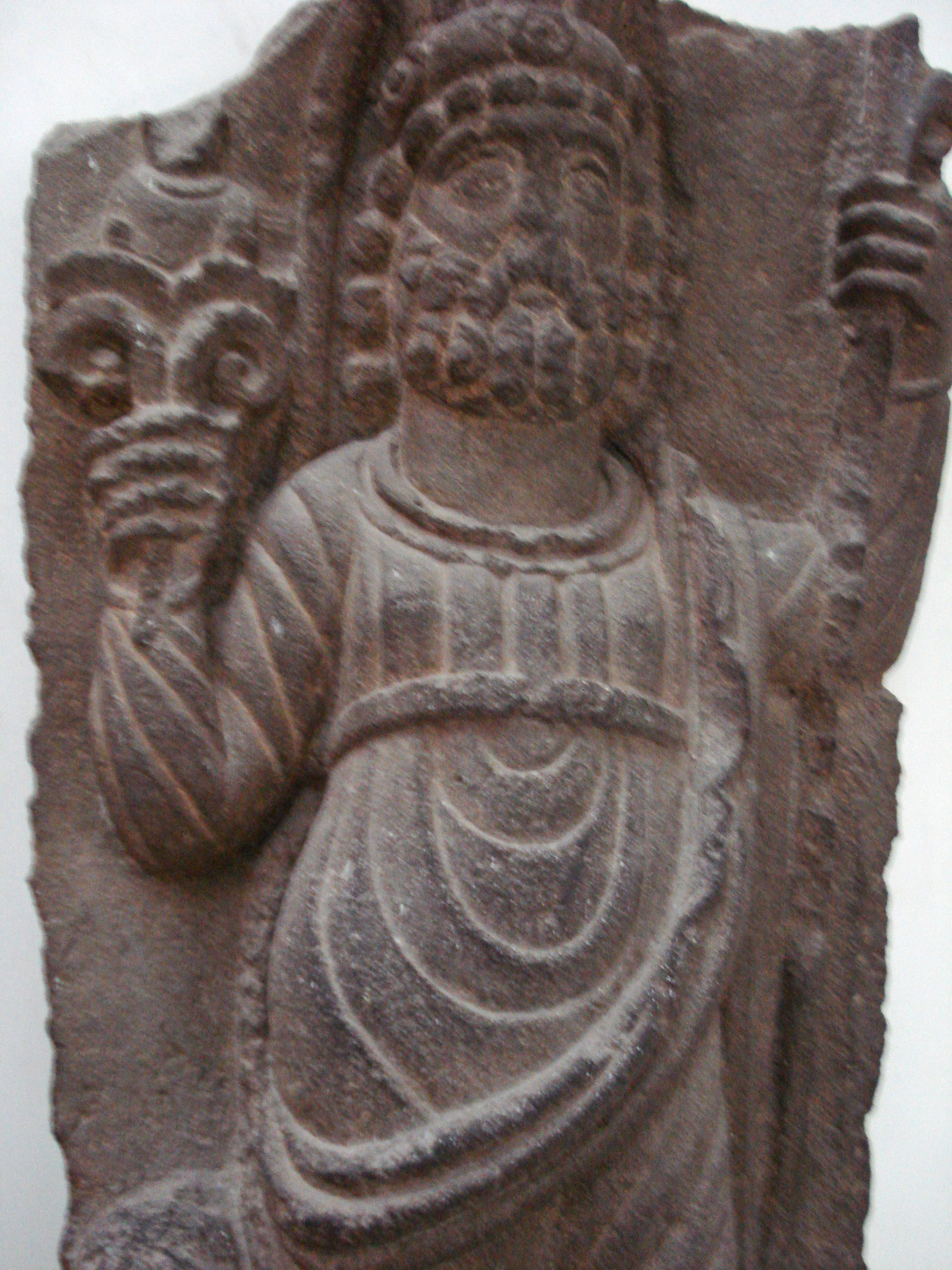
Dhu Shara, uma divindade pré-islâmica

O paganismo árabe desapareceu gradualmente durante a era de Maomé através da islamização. Os meses sagrados dos pagãos árabes eram os 1º, 7º, 11º e 12º meses do calendário islâmico. Depois que Maomé conquistou Meca, ele se propôs a converter os pagãos. Uma das últimas campanhas militares que Maomé ordenou contra os pagãos árabes foi a demolição de Dul Calaça. Ocorreu em abril e maio de 632, em 10AH do calendário islâmico. Dul Calaça é referido como um ídolo e um templo e era conhecido por alguns como a Caaba do Iêmen, construído e adorado por tribos pagãs.

### Início da era moderna
O interesse pelas tradições pagãs foi revivido pela primeira vez durante o Renascimento, quando a "magia do Renascimento" era praticada como um avivamento da magia greco-romana. No século XVII, a descrição do paganismo passou do aspecto teológico para o etnológico e as religiões começaram a ser entendidas como uma parte das identidades étnicas dos povos e o estudo das religiões dos povos "primitivos" desencadeou questões quanto a a origem histórica final da religião. Assim, Nicolas-Claude Fabri de Peiresc via as religiões pagãs da África do seu tempo como relíquias que, em princípio, eram capazes de expor o paganismo histórico da Antiguidade Clássica.

### Romantismo
O paganismo reporta como um tema de fascínio no romantismo do século XVIII ao XIX, em particular no contexto das reviravoltas literárias celtas e viquingues, que retrataram os politeístas celtas e germânicos históricos como nobres selvagens. O século XIX também viu um grande interesse escolar na reconstrução da mitologia pagã, do folclore ou de contos de fadas. Isto foi notoriamente tentado pelos Irmãos Grimm, especialmente Jacob Grimm em sua Mitologia Teutônica, e Elias Lönnrot com a compilação do Kalevala. O trabalho dos Irmãos Grimm influenciou outros colecionadores, inspirando-os a colecionar contos e levando-os a acreditar que os contos de fadas de um país eram particularmente representativos dele, à negligência da influência transcultural. Entre os influenciados estavam o russo Alexander Afanasyev, os noruegueses Peter Christen Asbjørnsen e Jørgen Moe e o inglês Joseph Jacobs.
O interesse romantismo na antiguidade não clássica coincidiu com o surgimento do nacionalismo romântico e o surgimento do Estado-nação no contexto das Revoluções de 1848, levando à criação de épicos nacionais e mitos nacionais para os vários Estados recém-formados. Os tópicos pagãos ou folclóricos também eram comuns no nacionalismo musical do período.

## Neopaganismo

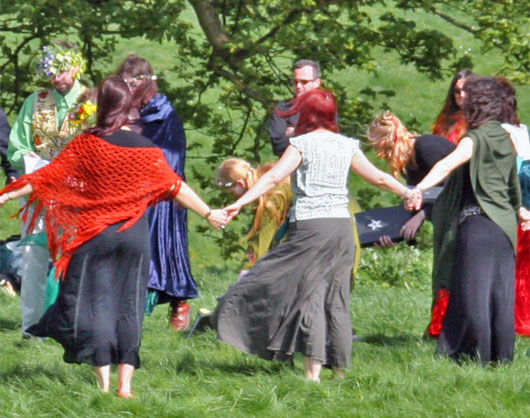
Uma cerimônia neopagã em Avebury, Reino Unido, que ocorreu durante o Beltane, em 2005

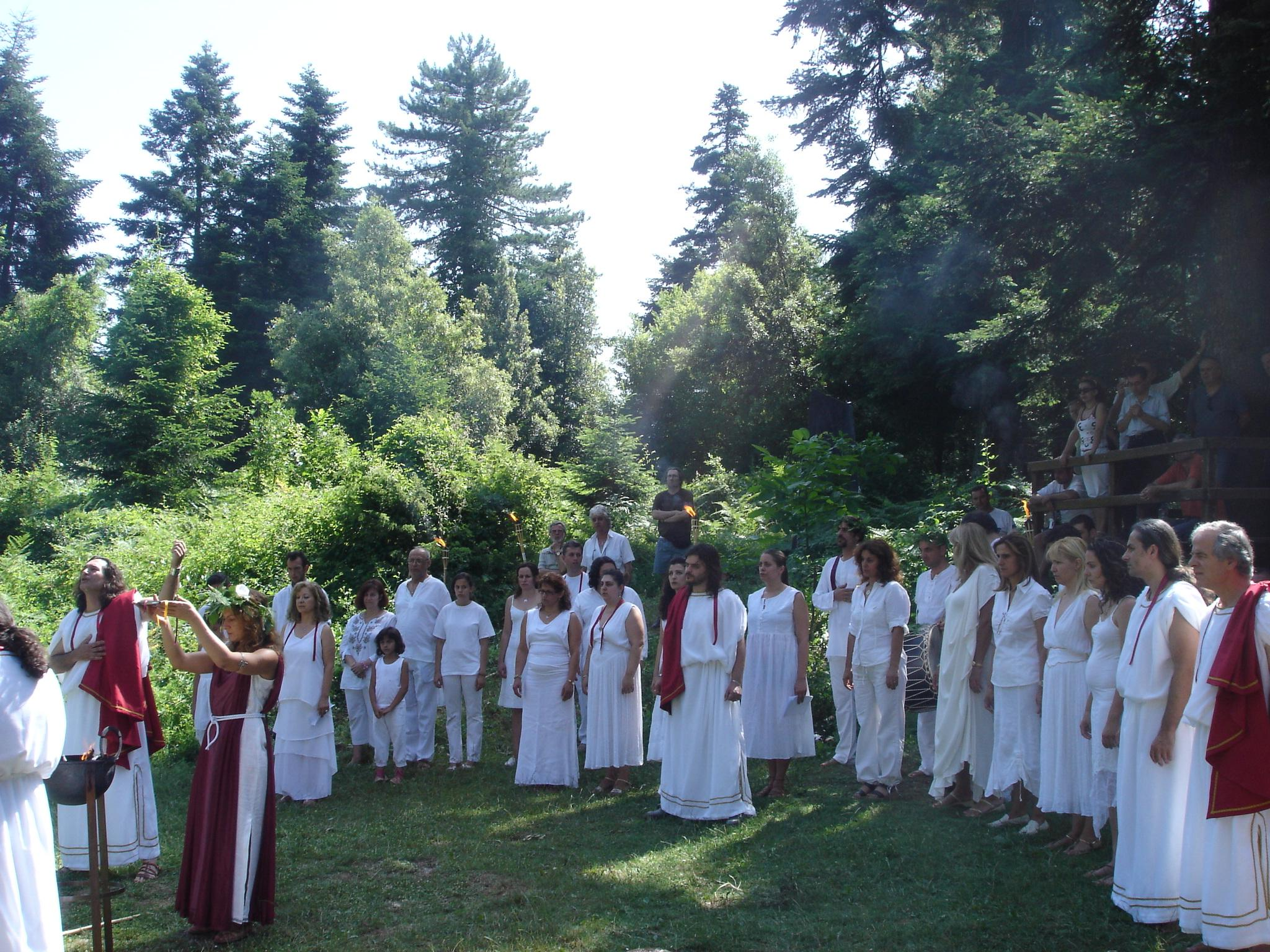
Ritual do politeísmo helênico

O neopaganismo inclui religiões reconstruídas como o reconstrucionismo do politeísmo helênico, celta ou germânico, bem como modernas tradições ecléticas como discordianismo, ou Wicca e suas muitas correntes.
Muitas dessas "reconstruções", como o Wicca e neo-druidismo em particular, têm suas raízes no romantismo do século XIX e reter os elementos visíveis do ocultismo ou teosofia que estavam em curso, então, que os distingue religião e folclore histórico rural (paganus).
Nos Estados Unidos estão cerca de um terço de todos os neopagãos em todo o mundo, representando cerca de 0,2% da população do país, figurando como a sexta maior denominação não cristã, depois do judaísmo (1,4%), islamismo (0,6%), budismo (0,5%), hinduísmo (0,3%) e o Unitário-Universalismo (0,3%).
Na Islândia, os membros do grupo neopagão Ásatrúarfélagið representam 0,4% da população total do país. Na Lituânia, muitas pessoas Romuva, uma versão reconstruída da religião pré-cristã do país. A Lituânia foi uma das últimas áreas da Europa a ser cristianizada.
Há uma série de autores neopagãos que analisaram a relação dos movimentos reconstrucionistas do século XX com o politeísmo histórico  e com as  tradições contemporâneas de religião e folclore indígena. Isaac Bonewits introduz uma terminologia para fazer essa distinçãoː
- Paleopaganismo: Um retrônimo cunhado para contrastar com o "neopaganismo"; é o "politeísmo original, centradas em fés da natureza", como a religião grega pré-helênica e a religião romana pré-império, o período da mitologia nórdica pré-migração, tal como descrito por Tácito ou o politeísmo celta como descrito por Júlio César. Entre os movimentos que permanecem entre as "grandes religiões", Bonewits aponta o hinduísmo paleopagão, tal como existia antes da invasão islâmica da Índia, o xintoísmo e o taoísmo.
- Mesopaganismo: um grupo que é, ou foi, significativamente influenciado pela visão de mundo monoteísta, dualista, ou não teísta, mas foi capaz de manter uma independência de práticas religiosas. Este grupo inclui os aborígenes americanos, bem como os aborígenes australianos, o paganismo nórdico da Era Viquingue e a espiritualidade da Nova Era. As influências incluem: Maçonaria, rosacrucianismo, Teosofia, espiritismo e as muitas crenças afro-diaspóricas, como o vodu haitiano, religião Santeria e Espiritu. Isaac Bonewits inclui Wicca Tradicional Britânica nesta subdivisão.
- Neopaganismo: um movimento do povo moderno para reanimar o culto da natureza, as religiões pré-cristãs ou outros caminhos espirituais baseados na natureza. Esta definição pode incluir qualquer movimento na escala do reconstrucionismo em uma extremidade, até grupos não reconstrucionistas, como o neo-druidismo e a Wicca, na outra.

Prudence Jones e Nigel Pennick em seu livro "História da Europa Pagã" (1995) classifica "as religiões pagãs" pelas seguintes características:
- Politeísmo: religiões pagãs que reconhecem uma pluralidade de seres divinos, que podem ou não podem ser considerados aspectos de uma unidade básica;
- "Baseado na natureza": as religiões pagãs que têm uma noção da divindade da natureza, que eles veem como uma manifestação do divino, não como a criação do "caído" encontrado na cosmologia dualista.
- "Sagrado feminino": religiões pagãs que reconhecem "o princípio feminino divino", identificado como "Deusa" (em oposição a deusas individuais), além ou no lugar do princípio divino masculino, expressa no Deus abraâmico.[43]